# 김승규 (조선)
김승규(金承珪, 1416년 ~ 1453년 11월 10일)는 조선의 문신(文臣)이며 본관은 순천(順天)이다. 호(號)는 승남(昇南)·산남(山南).

## 생애
조선의 문신 겸 정치인 절재 김종서(節齋 金宗瑞)의 장남인 그는 조선 세종 임금 때인 1447년에 음서(蔭敍)로써 문관(文官) 관직에 천거되었으며 세종, 문종, 단종에 걸쳐 세 임금을 섬겼다.
1452년에 수양대군을 따라 단종의 즉위고명을 받으러 명나라에 다녀왔으며, 이듬해 1453년 계유정난 때 아버지 김종서(金宗瑞), 첫째아우 김승벽(金承璧)과 함께 암살되었다.

## 가족 관계
- 할아버지: 김추(金錘)
  - 큰아버지: 김종한(金宗漢)
  - 아버지: 김종서(金宗瑞, 1383년[1] ~ 1453년 11월 10일)
  - 어머니: 파평 윤씨 부인
    - 본인: 김승규(金承珪)
    - 부인: 내은비
      - 장남: 김조동
      - 차남: 김수동
      - 삼남: 김행남

    - 아우: 김승벽(金承璧, 1417년 ~ 1453년 11월 10일)
    - 아우: 김승유(金承琉, 1420년 ~ 1489년)

  - 작은아버지: 김종흥(金宗興)

## 관련 작품

### TV 드라마
- 《설중매》 (MBC, 1984년~1985년, 배우: 정선일)
- 《파천무》 (KBS, 1990년~1990년, 배우: 안승훈)
- 《한명회》 (KBS, 1994년~1994년, 배우: 강인기)
- 《왕과 비》 (KBS, 1998년~2000년, 배우: 강인기)
- 《공주의 남자》 (KBS, 2011년~2011년, 배우: 허정규)
- 《인수대비》 (JTBC, 2011년~2012년, 배우: 이무생)
- 《대군-사랑을 그리다》 (TV조선, 2018년, 배우: 최성재)

### 영화
- 《관상》(2013년, 배우: 이도엽)